# Wilhelm zu Innhausen und Knyphausen

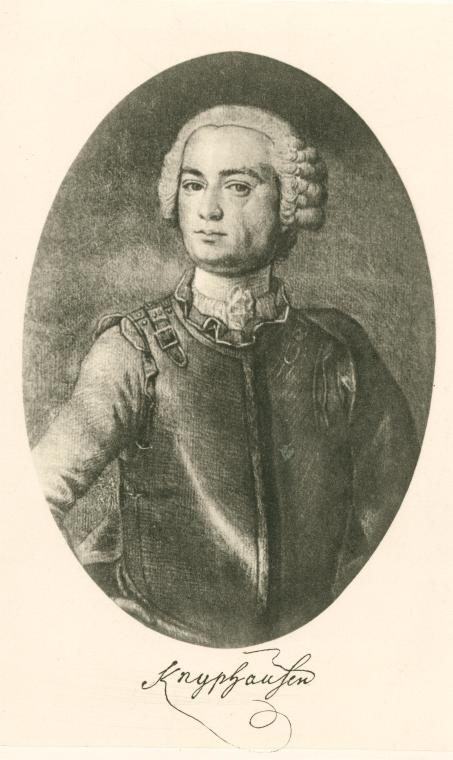
Wilhelm zu Innhausen und Knyphausen

Wilhelm Reichsfreiherr zu Innhausen und Knyphausen (* 4. November 1716 auf Schloss Lütetsburg, Ostfriesland; † 7. Dezember 1800 in Kassel) kämpfte als Generalleutnant der Subsidientruppen Hessen-Kassels unter britischem Oberbefehl im nordamerikanischen Unabhängigkeitskrieg gegen George Washington.

## Leben
1734 trat Wilhelm von Innhausen und Knyphausen, veranlasst durch seinen Onkel, den General von Berlepsch, in die Dienste Hessen-Kassels und entzog sich so dem preußischen Dienst, was ihm später Schwierigkeiten mit Friedrich dem Großen eintrug. Er nahm am Siebenjährigen Krieg teil, aber seine geschichtliche Stunde schlug erst später. Auf Grund eines Subsidienvertrages mit England führte Knyphausen 1776 ein hessisches Hilfskorps von 6000 Mann nach Nordamerika. Derartige Einsätze waren zu allen Zeiten üblich, aber die Propaganda der Französischen Revolution beurteilte diesen Fall später als ein Exempel übelsten Missbrauchs landesherrlicher Gewalt.
In Otterndorf im Land Hadeln, noch vor der Unabhängigkeitserklärung der Vereinigten Staaten, die im Juli 1776 erfolgte, schiffte er sein Hilfskorps ein, landete nach einer Überfahrt von 20 Wochen am 18. Oktober 1776 in New York und verlegte sein Hauptquartier zunächst nach New Rochelle auf Staten Island. Unter dem Druck von 30.000 Mann, meist Deutsche, die der britische Oberbefehlshaber, William Howe, auf Long Island versammelte, hatte George Washington New York kurz zuvor räumen müssen. Bereits am 16. November erstürmte Knyphausen gegen Howes Befehl auf eigene Initiative das stark befestigte Fort Washington (Schlacht von Fort Washington) „auf York Island im Hudson“, das damals – um den Ruhm dieser Waffentat zu verewigen – den Namen „Fort Knyphausen“ erhielt. Er wurde Kommandant dieses Forts, auf dessen Gelände sich heute ein Stadtteil New Yorks erhebt, der ebenfalls längere Zeit nach ihm benannt blieb. Noch erheben sich nahe der Nordspitze Manhattans auf dem höchsten Punkte der Insel, Reste des Forts, „which was heroically but unsuccessfully defended against the British in November 1776“ (Deutsch: welches heldenhaft, jedoch erfolglos gegen die Briten im November 1776 verteidigt wurde).

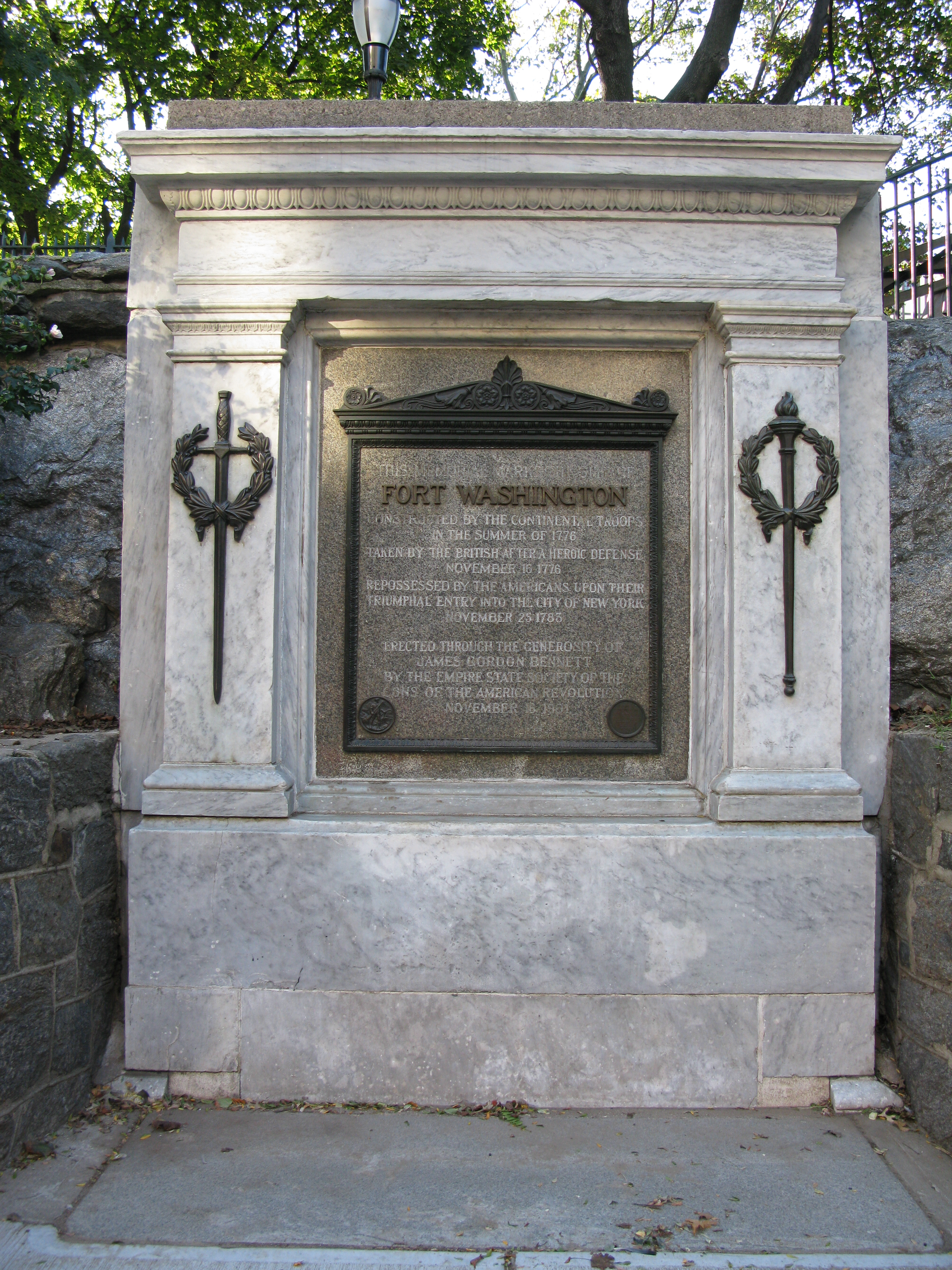
Denkmal zum Gedenken an die Schlacht von Fort Washington, unterhalb der Zufahrt zur George Washington Bridge in New York.

Die Hauptkampffront lag nun am Delaware. Howes Zögern spielte Washington einige Trümpfe in die Hand. So geriet Weihnachten 1776 Knyphausens hessisches Regiment bei Trenton in amerikanische Gefangenschaft. Dafür siegte er Anfang Januar bei Princeton und besetzte einen Teil von New Jersey. Danach befehligte er eine Division an der Front zwischen Head of Elk und am Brandywine Creek. Im Sommer 1777 erhielt Knyphausen den Oberbefehl über die Hälfte des gesamten Expeditionskorps gegen Philadelphia. Jetzt bekam die britisch-deutsche Seite die Oberhand. Knyphausen schlug Washington am 11. September am Brandywine und eroberte mit Howe zusammen Philadelphia am 27. September. Am 4. Oktober entschied er die Niederlage der amerikanischen Befreiungsarmee in der Schlacht von Germantown. George Washington sah sich dadurch gezwungen, seine Winterquartiere in die Gegend von Valley Forge zu verlegen, wo General von Steuben seine berühmte Neuorganisation des Heeres der Freiheitskämpfer durchführte.
Etwa gleichzeitig suchten die Engländer auch von Kanada aus nach Süden vorzustoßen. Ihre Niederlage bei Saratoga Springs hatte zur Folge, dass die Franzosen mit George Washington ein Bündnis eingingen (6. Februar 1778). Vergeblich suchten Howe und Knyphausen, Washingtons Armee bei Chestnut Hill zu schlagen, um sie über die Alleghanies zu treiben. Im Juni 1778 musste Lord Clinton, Howes Nachfolger, Philadelphia wieder räumen. Knyphausen deckte den Rückzug der Engländer auf New York. Es folgten Kämpfe in Westchester County. Im Dezember 1779 ernannten ihn Clinton zum Kommandanten der Stadt New York, des wichtigsten Ziels der Freiheitskämpfer. An der Verteidigung New Jerseys gegen die Franzosen hatte Knyphausen mit seinem Hilfskorps führenden Anteil. Im Januar 1780 ließ er seine Truppen über den Hudson auf Paulus Hook und von Staten Island aus über den Raritan River vorgehen. Im Juni zog er mit 5000 Mann nach Elizabeth Town Point und übernahm das Kommando des verwundeten britischen Generals Sterling im Kampf gegen Milizen und Partisanen. Nach einem Vorgehen bis Springfield, das im Laufe der Operationen zerstört wurde, zog er die Truppe nach Staten Island zurück. Da die Engländer massiv von den Franzosen in Kanada bedrängt wurden, entschlossen sie sich, Knyphausen mit seinen Hessen im Zeitraum zwischen 1780 und 1782 an der kanadischen Ostküste zu stationieren. Knyphausens Hauptquartier befand sich zeitweilig in Halifax, wo sich in der St. Paulskirche noch ein an ihn erinnerndes Denkmal und sein Wappenschild befinden.
Im Oktober 1781 zwang Washington die Engländer zur Kapitulation in Virginia. 1782 kehrte Knyphausen mit Lord Clinton nach England zurück, wo er in London von König George III. ehrenvoll empfangen und mit einer lebenslangen Pension von 300 Pfund im Jahr bedacht wurde. Nach Hessen zurückgekehrt wurde er dort im Triumph zum Gouverneur der Stadt Kassel ernannt. 1788 nahm er seinen Abschied und kehrte nach Lütetsburg zurück.

## Familie
1771 heiratete er Amelia von Seyboldsdorff, Tochter des Kurkölner Generals Carl Ulrich von Seyboldsdorff. Sie starb 1778 in Amerika. Nach seiner Rückkehr heiratete er im Jahr 1782 Dorothea von Westernhagen (* 15. Februar 1760; † 1803). Beide Ehen waren ohne Kinder. Er selbst starb an den Folgen einer Augenoperation 1800.